# Гунунгсітолі
Гунунгсіто́лі (індонез. Gunungsitoli) — місто, адміністративний центр округу Ніас (хоча і не входить до його складу), провінції Північна Суматра, Індонезія. Місто знаходиться на узбережжі острова Ніас. Сам острів розташований в Індійському океані, на захід від острова Суматра.
Площа міста - 230,8 км ². Населення — 74 203 мешканців (2004). Щільність населення — 322 чол./км².  Більшість містян є народом ніас, хоча є значні меншини інших етнічних груп, таких як батаки, мінангкабау, яванці, індонезійські китайці. Більшість людей у місті розмовляють ніаською мовою, яка також вивчається в школах як регіональна. У місті також добре розуміють індонезійську.
Гунунгсітолі — єдине місто на острові та головний центр острова та навколишніх менших островів. Місто, розташоване на північно-східній стороні острова Ніас, історично було серією укріплень, побудованих голландською колоніальною адміністрацією в 1600-х роках для захисту від постійних набігів племен ніас, особливо з південних частин острова. До 1914 року це була єдина частина острова, яка фактично контролювалася голландцями.
У 2008 році місто було виділено з округу Ніас до окремого муніципалітету, проте залишилося місцем знаходження адміністративних структур округу.